# Condado de Archer
O Condado de Archer é um dos 254 condados do estado norte-americano do Texas. A sede do condado é Archer City, e sua maior cidade é Archer City.
O condado possui uma área de 2 398 km² (dos quais 42 km² estão cobertos por água), uma população de 8 854 habitantes, e uma densidade populacional de 4 hab/km² (segundo o censo nacional de 2000).
O condado foi criado em 1858.